# Битва при Великом Изворе (1876)
Битва при Великом Изворе— сражение первой сербско-турецкой войны, состоявшееся 23 июня (6 июля) 1876 года и закрепившее захват турками Тимокской долины.

## Боевые действия
Расположенная на границе между Зайчаром и Кулой, высота в районе Великого Извора была стратегически важным пунктом для обороны города Видин. Однако в ходе подготовки к наступлению сербы оставили её без существенной защиты. Воспользовавшись этой лазейкой, в начале войны командующий турецкими войсками в Видине, Осман-паша, напал первым с 20 тысячами солдат и 8 (21) июня 1876 года занял деревню. С занятых позиций он начал обстрел всей территории до Зайчара, мешая сбору и снабжению противника на правом берегу Тимока. Через неделю, после неоднократных попыток Тимокского отряда(под командованием полковника Милойко Лешанина), выбить турок из долины, сербский генеральный штаб начал разработку плана наступления, с целью вернуть полный контроль над Тимокской долиной. С прибывшими в конце июня подкреплениями, войско, действовавшее против Осман-паши, увеличилось с 34 батальонов, 6 эскадронов и 6 батарей до 41 батальона, 13 эскадронов и 13 батарей. Командование ими было поручено генералу Михаилу Черняеву.
Нападение на турецкие укрепления вокруг Великого Извора и на высоты Пладнище и Забел началось рано утром 23 июня (6 июля) 1876 года с основным натиском на юго-западном (12 ½ батальонов) и северо-западном направлениях (11 батальонов). Вспомогательный удар произвели 4 батальона из Зайчара. После нескольких часов битвы сербы исчерпали резервы и большую часть боеприпасов, не достигнув решительного прорыва. В начале второй половины дня многие сербы отступили на исходные позиции. В тот момент, Осман-паша провел контрнаступление. Перебросив войска сначала на правый, а затем обратно на левый фланг, он атаковал и последовательно разбил сербские колонны. Не сумев помочь в битве, два крыла армии Черняева были разбиты на части.
Битва при Великом Изворе была частью серии неудач (наряду с боями на Дрине и под Сиеницей), которые заставили сербское командование отказаться от наступательных операций в начале войны. Потери сербской армии убитыми и ранеными составили приблизительно 2000 человек, а также 5 орудий. Турки потеряли, по сербским данным, 5000 человек, но сохранили стратегические позиции, а их противник был вынужден отступить на левый берег Тимока.